# Keystone
Pour les articles homonymes, voir Keystone (homonymie).
La Keystone Film Company, également connue sous le nom de Keystone Studios, a été fondée le 4 juillet 1912 à Edendale, un quartier de Los Angeles aujourd’hui intégré à Echo Park. Cette société a été créée par le réalisateur Mack Sennett, avec le soutien des producteurs Adam Kessel et Charles O. Baumann, tous deux également impliqués dans la New York Motion Picture Company

## Historique
Keystone a été fondé par Adam Kessel et Charles O. Baumann, tous deux propriétaires de la New York Motion Picture Company. Ils choisissent en juillet 1912 Mack Sennett pour la diriger. 
En 1916 le studio est absorbé par la Triangle Film Corporation.  
Après le départ de Mack Sennett en 1917, les studios déclinent avant de se déclarer en faillite en 1935.

## Production
Le studio est surtout célèbre pour ses comédies brutales (slapstick) qui reprenaient le jeu physique du vaudeville de l'époque. 
Les films sont presque toujours des courts métrages en une ou deux bobines, jusqu'à ce que Sennett produise un long métrage en 1914 : Le Roman comique de Charlot et Lolotte. 

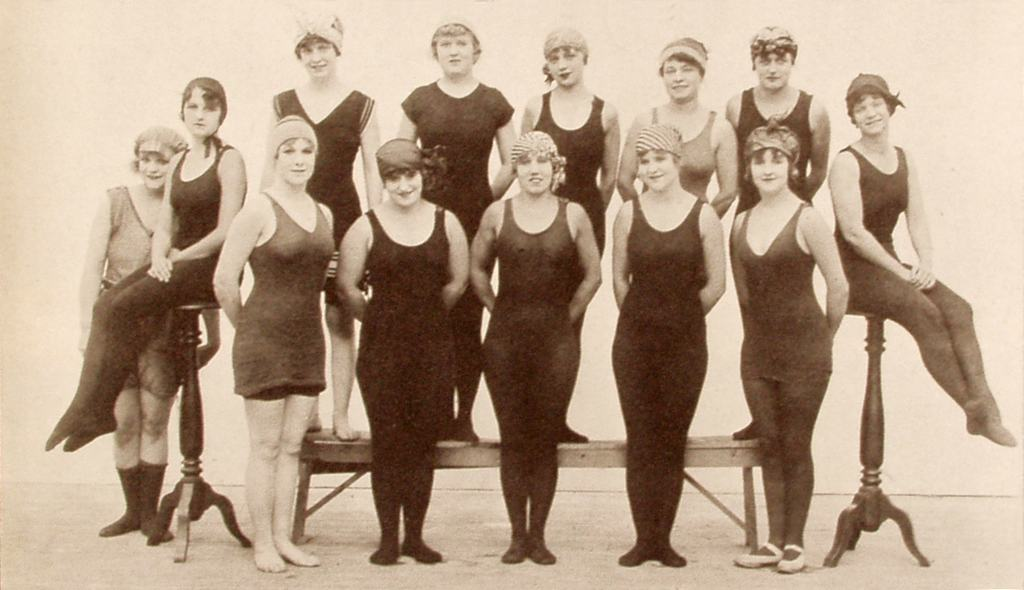
Les Bathing Beauties de Keystone en 1916

Avec 120 comédies burlesques tournées entre avril 1913 et juillet 1916 (il est réalisateur de plus de la moitié) Roscoe 'Fatty' Arbuckle est le principal artisan de la Keystone. Charlie Chaplin, y fait ses débuts en 1914, partageant les hauts faits d'armes du studio avec les fameuses beautés en maillot que Sennet aimait intégrer à ses productions (Sennett Bathing Beauties).
Les Keystone Cops sont une bande de policiers loufoques à qui arrivaient les pires malheurs. 
Parmi les comédiens qui ont lancé leur carrière avec la Keystone mentionnons : Gloria Swanson, Louise Fazenda, Raymond Griffith, Ford Sterling, Marie Dressler, Mabel Normand, Ben Turpin, Harry Langdon et Chester Conklin.
Harold Lloyd y fit un bref passage en 1916 mais Mack Sennett qui ne l'appréciait pas, ne renouvela pas son contrat.

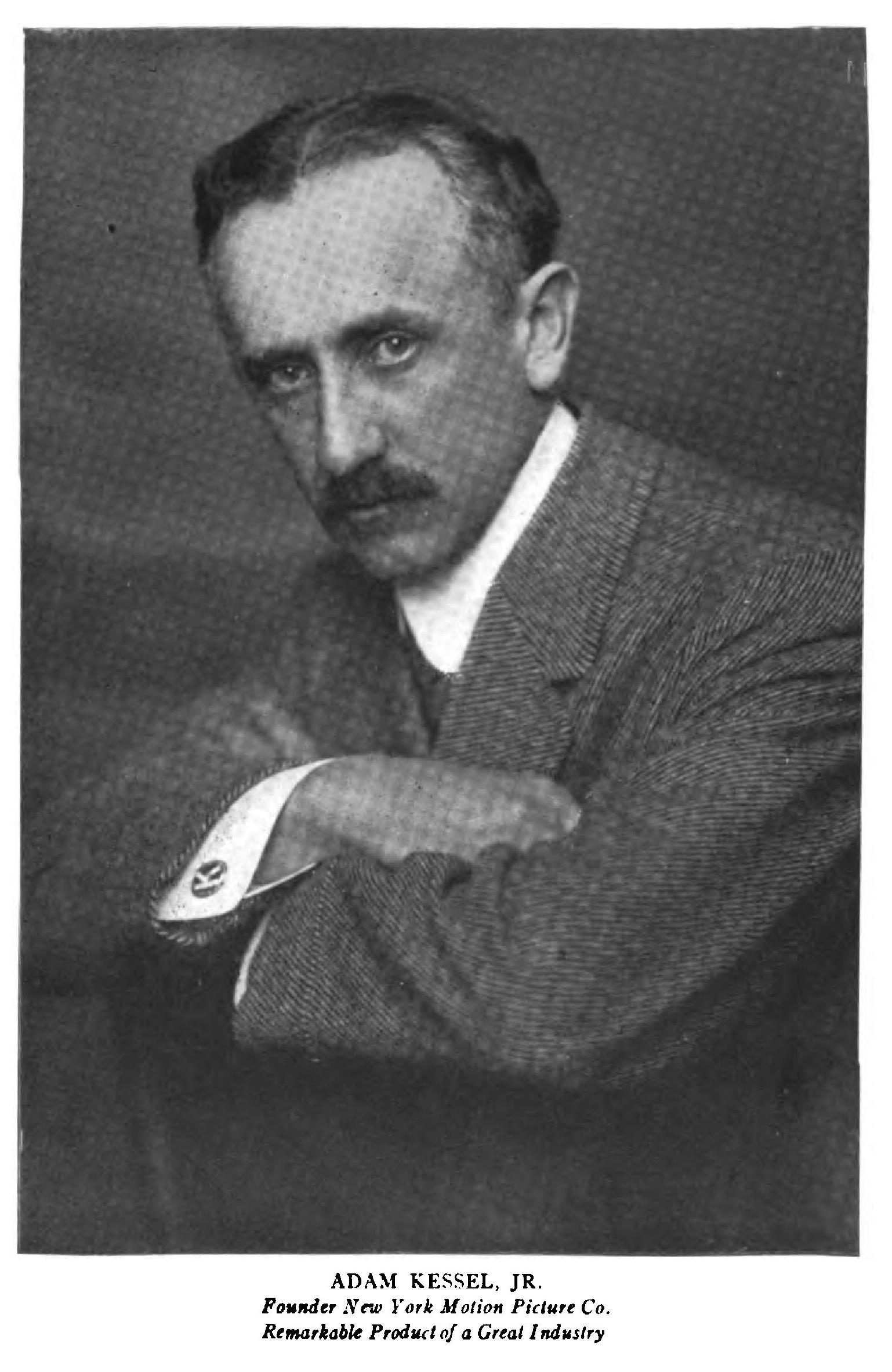
Adam Kessel
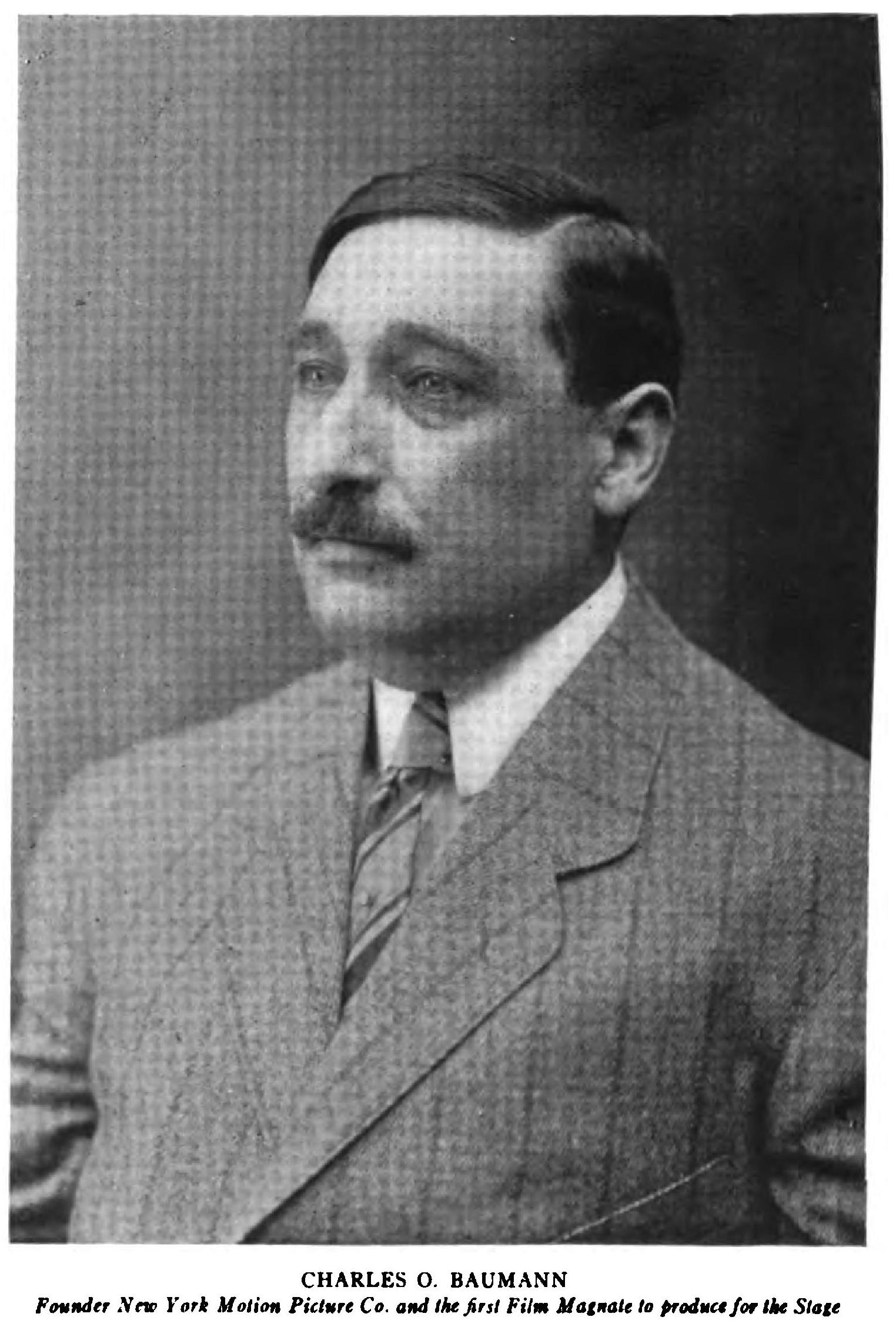
Charles Baumann